# Мисс США 1968

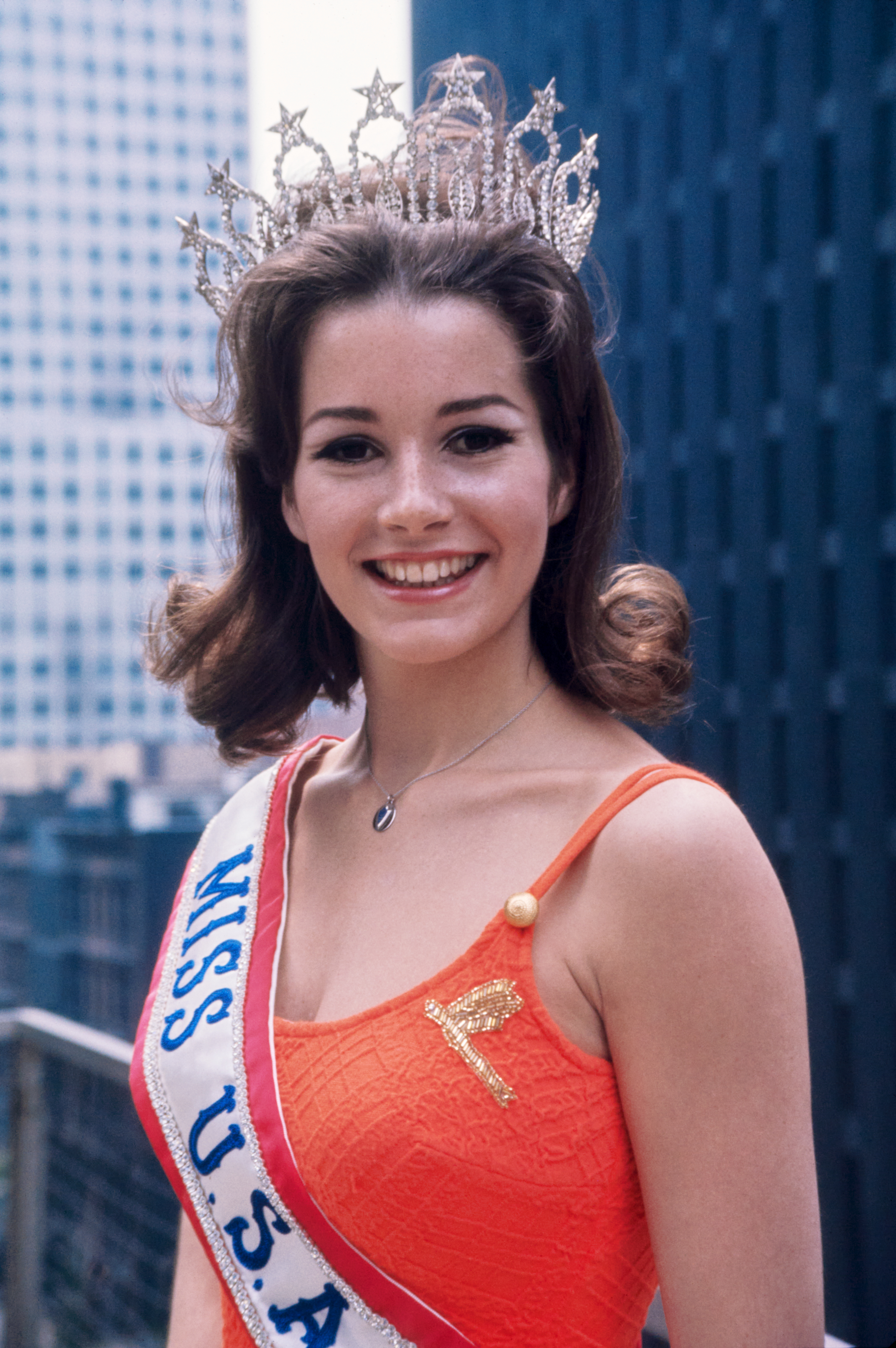
Дороти Кэтрин Анстетт, Мисс США 1968 года

Мисс США 1968 (англ. Miss USA 1968) — 17-й конкурс красоты Мисс США прошедший 18 мая 1968 года, в Майами, Флорида. Победительницей конкурса стала Дороти Анстетт из штата Вашингтон.

## Результаты
| Итоговое место | Участница |
| -------------- | --- |
| Мисс США 1968  | - Вашингтон — Дороти Анстетт |
| 1-я Вице Мисс  | - Мэриленд — Полетт Рек |
| 2-я Вице Мисс  | - Невада — Кэти Лэндри |
| 3-я Вице Мисс  | - Луизиана — Кэти Хеберт |
| 4-я Вице Мисс  | - Нью-Мексико — Бонни Тафоя |
| Полуфиналистки | - Алабама — Клаудия Робинсон - Арканзас — Энн Смитвик - Калифорния — Сюзанна Фромм - Коннектикут — Дженис Шилински - Гавайи — Кэрол Сеймур - Мичиган — Вирджиния Клифт - Нью-Йорк — Джун Уэст - Огайо — Линда Хойл - Теннесси — Сандра Форс - Виргиния — Лори Берк |

### Специальные награды
| Award                | Contestant                 |
| -------------------- | -------------------------- |
| Мисс Конгениальность | - Кентукки – Джулия Пинкли |
| Мисс Фотогеничность  | - Луизиана – Кэти Хеберт   |

## Штаты-участницы
| - Алабама — Клаудиа Робинсон - Аляска — Шэрон Лонг - Аризона — Ширли Спрэг - Арканзас — Энн Смитвик - Калифорния — Сюзанна Фромм - Колорадо — Энн Белл - Коннектикут — Дженис Шилински - Делавэр — Дайан Паркер - Вашингтон (округ Колумбия) — Дайан Мазерхед - Флорида — Лесли Бауэр - Джорджия — Мидж Айви - Гавайи — Кэрол Сеймур - Айдахо — Анна Эвансон - Иллинойс — Сандра Вольсфельд - Индиана — Никки Пек - Айова — Марки Андерсон - Канзас — Энн Лейтон - Кентукки — Джулия Пинкли - Луизиана — Кэти Хеберт - Мэн — Шерил Кэмпбелл - Мэриленд — Полетт Рек - Массачусетс — Соня Принц - Мичиган — Вирджиния Клифт - Миннесота — Арлин Ларсон - Миссисипи — Бренда Конерли - Миссури — Ян Бартон | - Монтана — Кристина Бейкер - Небраска — Линда Дрешер - Невада — Кэти Лэндри - Нью-Гэмпшир — Дебора Стирс - Нью-Джерси — Линда Папа - Нью-Мексико — Бонни Тафоя - Нью-Йорк — Джун Уэст - Северная Каролина — Келли Мур - Северная Дакота — Джевел Кристенсен - Огайо — Линда Хойл - Оклахома — Линда Бертоцци - Орегон — Марша Майер - Пенсильвания — Барбара Верландер - Род-Айленд — Бетти Лу Уитмор - Южная Каролина — Кэтрин Ной - Южная Дакота — Бирин Блэксмит - Теннесси — Сандра Форс - Техас — Джинни Уилсон - Юта — Шелли Кэннон - Вермонт — Сьюзан Глинн - Виргиния — Лори Берк - Вашингтон — Дороти Анстетт - Западная Виргиния — Патрисия Койн - Висконсин — Дженис Кроппс - Вайоминг — Пенни Сматерс |